# أنابيل بوند
أنابيل بوند (بالإنجليزية: Annabelle Bond)‏ هي متسلقة جبال بريطانية، ولدت في 1969 في سنغافورة.